# Orquestra Apostólica Renascer em Cristo
A Orquestra Apostólica Renascer em Cristo é uma orquestra de cunho evangélico fundada pela iniciativa de Sônia Hernandes e Estevam Hernandes, líderes da igreja Renascer em Cristo. Sua fundação teve por objetivo trazer uma formação orquestral às canções do grupo Renascer Praise.
Iniciada antes apenas com alguns músicos convidados, e um apanhado de músicos de várias igrejas co-irmãs, hoje é considerada uma orquestra jovem, dinâmica, com um repertório de músicas modernas e com sua própria escola de música para formação de seus próprios músicos que formam os naipes.
Deste então participam de eventos, casamentos , porém o evento mais importante do ano é a Gravação do Renascer Praise, do qual a orquestra tem participado ativamente deste 2003.
Desde agosto de 2005 sob a regência do maestro Vladimir Zolnerkevic, a orquestra apresenta-se com um orquestra em constante mutação, buscando sempre participar de novas experiências musicais. 
Atualmente com uma formação que em eventos chega atingir 95 músicos, a orquestra apresenta-se na sede da igreja.